# Liro Vendelino Meurer
Liro Vendelino Meurer (Montenegro, 13 de julho de 1954) é um bispo católico, atual bispo da Diocese de Santo Ângelo.

## Vida
Dom Liro é o terceiro filho de seis irmãos do casal Jacob Edvino Meurer e Ágata Catarina Meurer. Nasceu no dia 13 de julho de 1954, na localidade de Linha de Júlio de Castilhos, município de Montenegro, atualmente Salvador do Sul. 
Seus estudos primários foram realizados em sua terra natal. Em 1967 ingressou no Seminário São João Maria Vianney em Bom Princípio, onde permaneceu dois anos. Entre os anos 1969 e 1974 estudou no Seminário São José de Gravataí, completando o ginásio e cursando o ensino médio.
Iniciou a Faculdade de Filosofia no Seminário Maior Nossa Senhora Imaculada Conceição, em Viamão e Teologia na Pontifícia Universidade Católica do Rio Grande do Sul, em Porto Alegre.

## Sacerdócio
Sua ordenação sacerdotal aconteceu no dia 12 de dezembro de 1981 por Dom Cláudio Colling, sendo o primeiro sacerdote ordenado pelo Arcebispo de Porto Alegre. Durante seus 27 anos de sacerdócio exerceu as funções de vigário paroquial da paróquia Santo Antônio de Estrela, em 1982, e foi assistente dos seminaristas do Seminário São José de Gravataí. 
Nos anos 1984 a 1990 foi diretor e assistente do propedêutico no mesmo Seminário. No mesmo período fez curso de formadores, com especialização em psicopedagogia, no Seminário de Viamão.
Em 1991 foi pároco da Paróquia Nossa Senhora do Mont’Serrat, em Porto Alegre, e diretor espiritual no Seminário São José de Gravataí. De 1992 a 1996, ele foi reitor do Seminário São João Maria Vianey em Bom Princípio.
De 1997 a 2006 foi pároco da Paróquia São João Batista, em Camaquã, e simultaneamente o primeiro vigário episcopal do Vicariato Camaquã-Guaíba, durante três anos.
Em 2007 foi pároco da Paróquia Santa Luzia, em Porto Alegre e em 2008 foi nomeado pároco da Paróquia São Geraldo, em Porto Alegre, sendo que também é assessor eclesiástico do Movimento de Cursilho de Cristandade.

## Episcopado
No dia 14 de janeiro de 2009 foi nomeado pelo Papa Bento XVI como bispo auxiliar da Diocese de Passo Fundo com a sede titular de Thucca in Numidia, foi ordenado na Catedral Metropolitana de Porto Alegre, no dia 22 de março de 2009. Escolheu como lema de vida episcopal: SERVIR COM ALEGRIA. Foi apresentado a Diocese de Passo Fundo e iniciou suas atividades pastorais no dia 5 de abril de 2009.
Desde 2010 é o Bispo referencial da Pastoral Carcerária do Regional Sul 3 (Rio Grande do Sul) da CNBB.
Aos 24 de abril de 2013 o Papa Francisco o nomeou para bispo da Diocese de Santo Ângelo, tomando posse em 16 de junho do mesmo ano.

## Lema e brasão
Lema: SERVIR COM ALEGRIA. Como bispo, Dom Liro, quer servir com alegria como manifestação da dedicação ao chamado de Deus e a construção do seu reino. Alegria que vem da fé em Jesus Cristo e do anúncio da Boa Notícia.
Brasão: a) Raios de Sol: significam as luzes do Espírito Santo que iluminará o ministério episcopal de Dom Liro. O Bispo quer estar sempre atento às inspirações das luzes do alto para que o Espírito Santo o anime e o renove para atualizar a mensagem de Cristo; b) Cruz: que Jesus carregou e na qual morreu por amor à humanidade, quer lembrar que o serviço a Deus deve ser entrega total; c) Báculo: o cajado do pastor, que lembra a missão de apascentar o rebanho do Senhor. O Bispo conduz e defende os que lhe são confiados; d) Bíblia: A Palavra de Deus, fonte da vida cristã. Pela escuta, acolhida e prática da Palavra de Deus tornamo-nos discípulos missionários de Jesus Cristo e servidores desta sua Palavra; e) Lava-pés: deverá sempre lembrar ao bispo o verdadeiro espírito de servir. Jesus ensina a servir lavando os pés dos discípulos. “Assim como eu fiz, vós também façais” (Jo 13, 15); f) A cor vermelha: representa alegria, que deverá ser uma marca de quem serve a Cristo ressuscitado, a alegria de ser discípulo missionário.